# アッバザンタ
アッバザンタ（イタリア語: Abbasanta）は、イタリア共和国サルデーニャ自治州オリスターノ県にある、人口約2,700人の基礎自治体（コムーネ）。

## 地理

### 位置・広がり

#### 隣接コムーネ
隣接するコムーネは以下の通り。
- ギラルツァ
- ノルベッロ
- パウリラーティノ
- サントゥ・ルッスルジュ